# 12 Golden Country Greats
12 Golden Country Greats är det amerikanska rockbandet Weens femte studioalbum, släppt den 16 juli 1996. Två singlar släpptes från albumet, "Piss Up a Rope" och "You Were the Fool". Det är Weens kortaste album.
12 Golden Country Greats blev den första skivan av Ween som bandet valde att endast spela en musikstil, i det här fallet country. Förutom att Dean Ween spelar gitarrsolo på "I Don't Wanna Leave You on the Farm" och att Gene Ween spelar gitarrsolo på "Fluffy" spelar inga Ween medlemmar instrument på albumet. Istället använde de sig av studiomusiker. Trots detta skrev Ween alla låtarna på 12 Golden Country Greats.
Stephen Thomas Erlewine från AllMusic gav albumet 4 av 5 i betyg. Erlewine tyckte att Weens val att göra ett countryalbum var något beundransvärt eftersom, enligt honom, skulle inget countryfan vilja lyssna på 12 Golden Country Greats, och de flesta av Weens fans är inte countryfan.

## Låtlista
Alla låtar skrevs av Ween.
1. "I'm Holding You" - 4:02
2. "Japanese Cowboy" - 3:01
3. "Piss Up a Rope" - 3:33
4. "I Don't Wanna Leave You on the Farm"
5. "Pretty Girl"
6. "Powder Blue" - 4:16
7. "Mister Richard Smoker" - 2:42
8. "Help Me Scrape the Mucus Off My Brain" - 4:26
9. "You Were the Fool" - 4:26
10. "Fluffy"

## Musiker
Ween
- Dean Ween - sång, gitarr på "I Don't Wanna Leave You on the Farm"
- Gene Ween - sång, gitarr på "Fluffy"

Andra musiker
- The Jordanaires - sång
- Pete Wade - Dobro, gitarr, 6-strängad bas
- Bob Wray - bas
- Kip Paxton - bas
- Buddy Blackman - banjo
- Russ Hicks - pedal steel
- Buddy Spicher - fiol, mandolin
- Bobby Ogdin - piano
- Hargus "Pig" Robbins - piano
- Denis Solee - klarinett
- Charlie McCoy - orgel, banjo, bas, munspel, slagverk, trumpet, tuba, vibrafon
- Gene Chrisman - trummor
- Buddy Harman - trummor